# Szenen einer Ehe
Szenen einer Ehe (Originaltitel: Scener ur ett äktenskap) ist ein schwedisches Filmdrama von Ingmar Bergman aus dem Jahr 1973. Der Film wurde als sechsteilige Fernsehserie sowie in einer kürzeren Kinofassung gezeigt.
Am Beispiel des Paares Johan und Marianne zeigt der Film das Scheitern einer Ehe: Kurz nachdem die beiden Partner in einem Zeitschriftenartikel als vorbildliches Ehepaar präsentiert wurden, beginnt dessen harmonische Fassade zu zerbröckeln.

## Handlung
Die 35-jährige Rechtsanwältin Marianne und der 42-jährige Naturwissenschaftler Johan sind seit zehn Jahren verheiratet und haben zwei Kinder. Die beiden werden als Musterehepaar für die Homestory einer Zeitschrift interviewt. Johan dominiert das Gespräch, Marianne erscheint als der passivere Teil der Beziehung.
Kurz nach Erscheinen des Artikels laden sie das befreundete Ehepaar Katarina und Peter zu sich nach Hause ein. Im Laufe des Abends kommt es zu einem erbitterten Streit zwischen ihren Gästen. Marianne fühlt sich in Bezug auf ihre eigene Ehe unbesorgt. Als sie wieder allein sind, meint sie zu Johan, das Hauptproblem der Ehe ihrer Freunde sei ein Mangel an Kommunikation. Johan ist anderer Ansicht.
Eine Mandantin Mariannes, Frau Jacobi, will sich nach 20 Jahren ohne offensichtlichen Grund von ihrem Mann scheiden lassen. Ihr Mann sei ein guter Vater und treuer Gatte, erklärt die Mandantin, und doch sei es eine „Ehe ohne Liebe“. Marianne wird nachdenklich. Später kommt es zur Diskussion mit Johan, weil er ihre Ehe in erotischer Hinsicht für reizlos hält und Marianne ihm keine Aufmerksamkeit zuteilwerden lasse.
Nach einer Dienstreise überrascht Johan sie mit der Mitteilung, dass er sich in die 23-jährige Studentin Paula verliebt habe und mit ihr ins Ausland gehen wolle, auch wenn er sich nicht sicher sei, dass ihre Affäre von Dauer sei. Er gesteht ihr, dass er schon seit vier Jahren über eine Trennung nachdenke. Vergeblich bittet Marianne ihn, die Reise abzusagen und ihrer Ehe nochmal eine Chance zu geben.
Zurück von seinem Auslandsaufenthalt besucht Johan Marianne. Er leidet unter der besitzergreifenden Liebe Paulas und hofft auf eine Professur an der Universität von Cleveland. Der gemeinsame Abend ist von einem unentschiedenen Bedürfnis nach Nähe und Distanz gezeichnet. Marianne liest Johan aus ihren privaten Aufzeichnungen vor, in denen sie bekennt, dass sie zeitlebens versuchte sich anzupassen, um anderen zu gefallen. Sie lässt erstmals das Wort Scheidung fallen. Später schlafen sie und Johan miteinander.
Schließlich verabreden Marianne und Johan die Unterzeichnung der Scheidungspapiere. Sie werden intim miteinander, dann kommt es wieder zum Wechselspiel von Streit und Versöhnung. Während Marianne von ihrer neu entdeckten Freiheit schwärmt, bekennt Johan, dass seine Beziehung zu Paula und seine beruflichen Pläne gescheitert seien. Marianne wirft ihm vor, nicht wirklich die Scheidung zu wollen, was Johan offen bejaht. Es folgen gegenseitige Demütigungen, die in eine gewalttätige Auseinandersetzung münden. Verbittert unterzeichnen beide die Scheidungspapiere und gehen auseinander.
Jahre später begegnen sie sich wieder. Beide sind jetzt mit anderen Partnern verheiratet, doch sie verbringen ein gemeinsames Wochenende im Landhaus eines Freundes, wo sie miteinander schlafen. Marianne bezweifelt, ob sie jemals jemanden geliebt habe oder geliebt wurde, aber Johan redet ihr ihre Zweifel aus. Ihre heimlichen Zusammenkünfte werden ihnen nun zur Gewohnheit.

## Hintergrund

### Produktion und Filmstart
Szenen einer Ehe entstand zwischen dem 24. Juli und 3. Oktober 1972 auf der Insel Fårö, Bergmans bevorzugtem Wohnort. Der mit geringen Mitteln auf 16 mm gedrehte Film wurde 1973 erstmals im schwedischen Fernsehen ausgestrahlt. Die Laufzeit der TV-Fassung betrug 295 Minuten, für die Kinoauswertung kürzte Bergman den Film auf 169 Minuten. Die Kinofassung startete am 13. März 1975 in der BRD und am 10. September 1976 in der DDR. Im September 1976 wurde im ZDF eine gegenüber dem Original um rund eine Stunde gekürzte TV-Fassung gezeigt.

### Position in Bergmans Werk
Zwei Nebenfiguren der Serie, Peter und Katarina, machte Bergman zu den Hauptfiguren seines Spielfilms Aus dem Leben der Marionetten (1980).
1981 brachte Bergman Szenen einer Ehe als Theaterstück auf die Bühne des Münchner Residenztheaters. Die Hauptrollen spielten Gaby Dohm und Erich Hallhuber.
2003 drehte Bergman eine Fortsetzung mit dem Titel Sarabande: Beim Anblick von Erinnerungsfotos kommt Marianne auf die Idee, Johan – sie hat ihn seit dreißig Jahren nicht mehr gesehen – zu besuchen. Liv Ullmann und Erland Josephson wiederholten ihre Rollen aus der Fernsehserie.

## Kritiken
Im Spiegel wird der Erfolg des Filmes auf das Bedürfnis des Bürgertums nach Darstellung innerer Konflikte zurückgeführt. Es handle sich um einen Redefilm, in dem fast nichts passiere. Die Worte seien verletzender als mögliche Taten.
Die Zeit betont die Relevanz der Thematik des Filmes.
Im Lexikon des internationalen Films wird der analytische Scharfsinn des Filmes gelobt, der zu existenziellen Fragen führe.
Der Film kritisiere die herkömmliche Ehe, zeige aber zugleich humanere zwischenmenschliche Möglichkeiten auf.

## Auszeichnungen (Auswahl)
- 1973: Preis des National Board of Review für den Besten fremdsprachigen Film
- 1974: New York Film Critics Circle Award für die Beste Hauptdarstellerin (Liv Ullmann) und das Beste Drehbuch
- 1975: Golden Globe Award für den Besten fremdsprachigen Film
- 1975: Preis der National Society of Film Critics für den Besten Film, die Beste Hauptdarstellerin (Liv Ullmann), die Beste Nebendarstellerin (Bibi Andersson) und das Beste Drehbuch